# Harikanassou
Harikanassou este o comună rurală din departamentul Boboye, regiunea Dosso, Niger, cu o populație de 19.976 de locuitori (2001).